# Ludvík Vaculík
Ludvík Vaculík (23. července 1926 Brumov – 6. června 2015 Dobřichovice) byl český prozaik, fejetonista, publicista, disident, autor manifestu Dva tisíce slov a zakladatel samizdatové edice Petlice. Byl moravský patriot. Ve své tvorbě občas používal rodné valašské nářečí.

## Životopis
Narodil se v Brumově (dnes část města Brumov-Bylnice) jako syn tesaře. V letech 1941–1943 absolvoval dvouletý pracovní kurz firmy Baťa ve Zlíně, kde pak také až do roku 1946 pracoval (byl Baťovým „mladým mužem“). V roce 1946 však odmaturoval na obchodní akademii a odešel do Prahy, kde v roce 1950 absolvoval v oboru politicko-novinářském na Vysoké škole politické a sociální. Pracoval jako vychovatel, v letech 1948–1950 na učňovském internátu v Benešově nad Ploučnicí, poté v letech 1950–1951 na internátu ČKD v Praze. V letech 1945 až 1967 byl členem KSČ, odkud byl před začátkem Pražského jara pro kritiku režimu vyloučen. V roce 1951 na vojně vystoupil z katolické církve, do níž se v 90. letech na základě pokání, které učinil před knězem Tomášem Halíkem, opět vrátil.
Jeho literární dráhu nastartovala v roce 1953 práce nakladatelského redaktora v oddělení politické literatury v nakladatelství Rudé právo, kde působil do roku 1957, později v týdeníku Beseda venkovské rodiny a od roku 1959 ve vysílání pro mládež v Československém rozhlase. Po celá 60. léta upoutával pozornost svou sociálně kritickou publicistikou. Roku 1965 nastoupil do redakce Literárních novin (po zákazu v roce 1967 přejmenovány na Literární listy, ještě později na Listy), nejvýznamnějšího periodika reformátorské inteligence, kde zůstal až do jejich zákazu v roce 1969. To již měl za sebou i prozaické začátky, jako například novelu Na farmě mládeže a román Rušný dům.
Dnes se však za jeho skutečný vstup do literatury považuje až nonkonformní román Sekyra, který námětově čerpá z osudů Vaculíkova otce. Román vyšel dva roky před sovětskou okupací, poté bylo Vaculíkovi zakázáno v Československu publikovat. Román však vyšel v překladech v zahraničních vydavatelstvích, mezi jinými v r. 1973-4 v nakladatelství Harper & Row a o jeho vydání informoval deník The New York Times, který námět románu popsal jako "oběti přinášené ve jménu politických ideálů".
Ludvík Vaculík je pro některá svá díla (Český snář, Morčata) směřující k existencialismu, společně s Bohumilem Hrabalem, Karlem Peckou, Janem Kameníčkem, Libuší Moníkovou a dalšími tvůrci, považován za pokračovatele Franze Kafky.
I po své smrti zůstává uznávaným autorem celé řady fejetonů, které po r. 1989 opět legálně vycházely v deníku Lidové noviny a v nichž po svém navázal na českou fejetonistickou tradici a žánr fejetonu přetvořil na útvar o poznání útočnější a kritičtější.
Jeho manželkou byla Marie Vaculíková (známá jako Madla), se kterou se oženil v roce 1949 a se kterou měl tři syny: nejstarší Martin žije dlouhodobě ve Francii, prostřední Ondřej je publicistou a nejmladším je Jan. S dlouholetou partnerkou spisovatelkou Lenkou Procházkovou měl následně dceru Cecílii Jílkovou a syna Josefa. Cecílie Jílková začínala psaním fejetonů do Lidových novin pod jménem svého otce Ludvíka Vaculíka. Na konci textů byla vždy poznámka od Vaculíka, že text napsala jeho dcera. Později již publikovala v Lidových novinách pod vlastním jménem. Vnukem Ludvíka Vaculíka je motoristický novinář Martin Vaculík.
Ludvík Vaculík zemřel 6. června 2015, pohřeb se konal v kostele sv. Václava v rodném Brumově 13. června 2015, zádušní mše se konala následujícího dne – 14. června 2015 v kostele Nejsv. Salvátora v Praze.

## Účast na Pražském jaru a disent
Byl jedním z hlavních aktérů Pražského jara a na IV. sjezdu Svazu čs. spisovatelů v červnu 1967 prohlásil, že „za dvacet let nebyla u nás vyřešena žádná lidská otázka – od primárních potřeb, jako jsou byty, školy, prosperita hospodářství, až po potřeby jemnější, které nedemokratické systémy světa vyřešit nemohou – jako je pocit plné platnosti ve společnosti, podřízení politických rozhodování kritériím etiky, víra ve smysluplnost i malé práce, potřeba důvěry mezi lidmi, vzestup vzdělanosti celých mas“ a k tomu navíc dodal, že „lidé křehkého svědomí nenacházejí oporu ani dovolání u zákonů, oporu vládnoucí moci, které by je podle litery měly chránit“. Navrhl iniciovat změny socialistické Ústavy, z oficiálního stanoviska Svazu "vyškrtnout všecko, z čeho čiší poddanská duše", plně rehabilitovat všechny občany poškozené režimem a další. Ve svém projevu také sdělil viz níže.
"Když tu stojím a mluvím, nemám vůbec ten volný pocit, který by člověk měl mít, když říká svobodně, co chce. Mám spíš pocit, že celkem dost zbaběle využívám jakéhosi příměří mezi občanem a mocí, že hřeším na to, že je právě doba jakéhosi hájení spisovatelů a umělců. Jak dlouho potrvá, nevím: zda až do zimy, či dokonce do zítřka."
Ludvík Vaculík, Projev na IV. sjezdu Svazu československých spisovatelů, Literární listy č. 5, 1968
Během projevu se stranická delegace KSČ zvedla a opustila sál. Po projevu následoval dlouhý potlesk. Text projevu během několika dní začal kolovat ve stovkách opisů mezi nadšenými čtenáři. Následky na sebe nenechaly dlouho čekat – svaz Vaculíka posléze vyloučil a bylo s ním zahájeno disciplinární řízení. K tomuto řízení se Vaculík nedostavil a pouze poslal svou stranickou legitimaci KSČ. Spolu s Vaculíkem byli ze strany vyloučeni i spisovatelé Ivan Klíma a Antonín J. Liehm. Spisovatel Pavel Kohout dostal důtku a napomenutí. Spisovatel Jan Procházka byl sesazen z funkce v ÚV KSČ. S Milanem Kunderou bylo doporučeno zahájit také disciplinární řízení. V zápisu z předsednictva bylo vyloučení Vaculíka ze strany odůvodněno viz níže.
"...hrubým protistranickým způsobem napadl na IV. sjezdu spisovatelů socialistickou moc, což se setkalo s ohlasem našich protivníků zejména v zahraničí. Jeho útok byl adresován straně i státu. Vystoupil z pozic straně cizích jako anarchista, který pojímá svobodu zcela netřídně a abstraktně. Svým vystoupením porušil zásady stranické disciplíny, ideovou a organizační jednotu strany"
Předsednictvo Ústředního výboru KSČ, 45. schůze předsednictva ÚV KSČ ze dne 19. září 1967, bod 17
Součástí dokumentace k disciplinárnímu řízení byl také Vaculíkův posudek, v němž je uvedeno, že je Vaculík "svérázný a hloubavý typ člověka, značně kritický, otevřený, s výraznými prvky individualismu." Dále posudek cituje prohlášení, které Vaculík v r. 1945 uvedl v přihlášce do strany: "Podepsal jsem, že souhlasím se zásadami komunismu, ovšem jak těmto zásadám rozumím. Není vyloučeno, že jim někdy budu rozumět lépe nebo jinak... Nenávidím agitaci, jednostrannost, fanatismus jakéhokoliv druhu. Nadevšechno je mi svoboda a pokud nebude ohrožovat svobodu jiných, nevzdám se jí nikde a nikdy." 

### Dva tisíce slov
Vaculík vytvořil na žádost vědců a akademiků také manifest Dva tisíce slov, které po schválení jakožto „taktické a neprovokativní“ bez jakýchkoli okolků uveřejnily Literární listy a které způsobily poprask až v nejvyšších patrech československé politiky i v zahraničí. Dle listu The New York Times se od r. 1968 stal Vaculík "literárním psancem".
Reakcí na Pražské jaro byla invaze vojsk Varšavské smlouvy a okupace Československa. Politické čistky, které následovaly po invazi, vytvořily v Československu něco, co Heinrich Böll, nositel Nobelovy ceny, nazval "kulturním hřbitovem". Tuto ponurou náladu zachycuje Vaculíkův román Morčata z roku 1970 o bankovním úředníkovi, který je tak posedlý pasivním chováním domácích hlodavců své rodiny, že je mučí. Aktéři Pražského jara byli pronásledováni režimem a byli připravovány politické procesy. Po dezinformační kampani StB pod jménem Svědectví od Seiny  se Vaculík zastal oběti této propagandy a svého současníka, spisovatele Jana Procházky v otevřeném dopise generálnímu prokurátorovi a označil materiál šířený Československou televizí, Československým rozhlasem, deníkem Rudé právo a dalšími novinami za střihovou montáž. Následně byl jednou z 500 osob, které se dostavily na pohřeb Jana Procházky, který ostře sledovala StB a mnoho umělců se na něj tedy neodvážilo přijít. Ludvík Vaculík byl jedním z mužů, kteří na pohřbu nesli Procházkovu rakev. Pohřbu se také zúčastnil např. kameraman Stanislav Milota (Spalovač mrtvol), jehož kariéru to výrazně poznamenalo.

## Charta 77 a Edice Petlice
Kromě napsání manifestu Dva tisíce slov stál Vaculík i u vzniku prohlášení Charty 77, ale její spoluautorství u výslechu StB popřel. V rozhovoru pro The New York Times se o své roli v Chartě 77 nechtěl bavit. Autor článku pro americký deník uvedl na téma autorství Charty 77 o Vaculíkovi viz níže.
Řekl, že ho policie minulý měsíc vyslýchala šest až osm hodin denně a chtěla především vědět, jak Charta 77 vznikla. "Zjevně chtějí oddělit organizátory Charty 77 od pouhých přívrženců," poznamenal pan Vaculík. "Zdá se, že pouhý podpis manifestu není považován za trestný čin. Nicméně já jsem jim nic neřekl."
Paul Hofmann, Czech Underground Literature Circulating From Hand to Hand, The New York Times
Vaculík také založil samizdatové vydavatelství Edice Petlice, jehož se stal šéfredaktorem. Vedle vlastních děl vydával například díla spisovatelů Ivana Klímy, Václava Havla, Karola Sidona, Pavla Kohouta, Edy Kriseové, Lenky Procházkové, filosofa Jana Patočky nebo básníků Jaroslava Seiferta, Josefa Hiršala, Jiřiny Haukové nebo Karla Šiktance. Prózy Bohumila Hrabala v edici vycházely bez autocenzurních zásahů, ke kterým byl dotlačen v případě jejich oficiálního vydání. Edice příležitostně vydávala i texty pro mládež, cestopisy Jiřího Hanzelky s Miroslavem Zikmundem a Jana Štolby, případně reportáže a fejetony. V tomto období se Vaculík seznámil s dcerou zemřelého spisovatele Jana Procházky Lenkou Procházkovou, která byla kvůli svému otci zakázanou autorkou a v Edici Petlice následně vydala několik svých knih. Vaculík a Procházková se stali partnery a žili spolu dvanáct let. Měli spolu dvě děti: Cecílii Jílkovou (za svobodna Vaculíkovou) a Josefa Vaculíka. Edice Petlice zanikla po sametové revoluci v roce 1990.
Státní bezpečnost proti Vaculíkovi uspořádala dehonestační kampaň poté, co jeho soukromé intimní černobílé fotografie, zabavené při domovní prohlídce, použila během výslechu jako prostředek vydírání při nucení ke spolupráci. Když Vaculík spolupráci odmítl, byly fotografie zveřejněny v Československé televizi a časopisu Ahoj. Následující citát pochází z února 1977.
Pan Vaculík uvedl, že snímky byly zabaveny v jeho domě při policejní razii před dvěma lety. Později byl varován, že budou zveřejněny, pokud bude pokračovat v kritice vládnoucí garnitury. Ta chvíle zřejmě nastala, když odmítl spolupracovat s policií při nedávných výsleších.

"A nic se nestalo," poznamenal pan Vaculík. "Lidé v mém domě mě stále zdraví, přátelé stojí při mně a lidé, které skoro neznám, mi říkají, že si policie udělala ostudu nezákonným použitím nezákonně zabaveného materiálu."
Paul Hofmann, Czech Underground Literature Circulating From Hand to Hand, The New York Times

## Neliterární tvorba

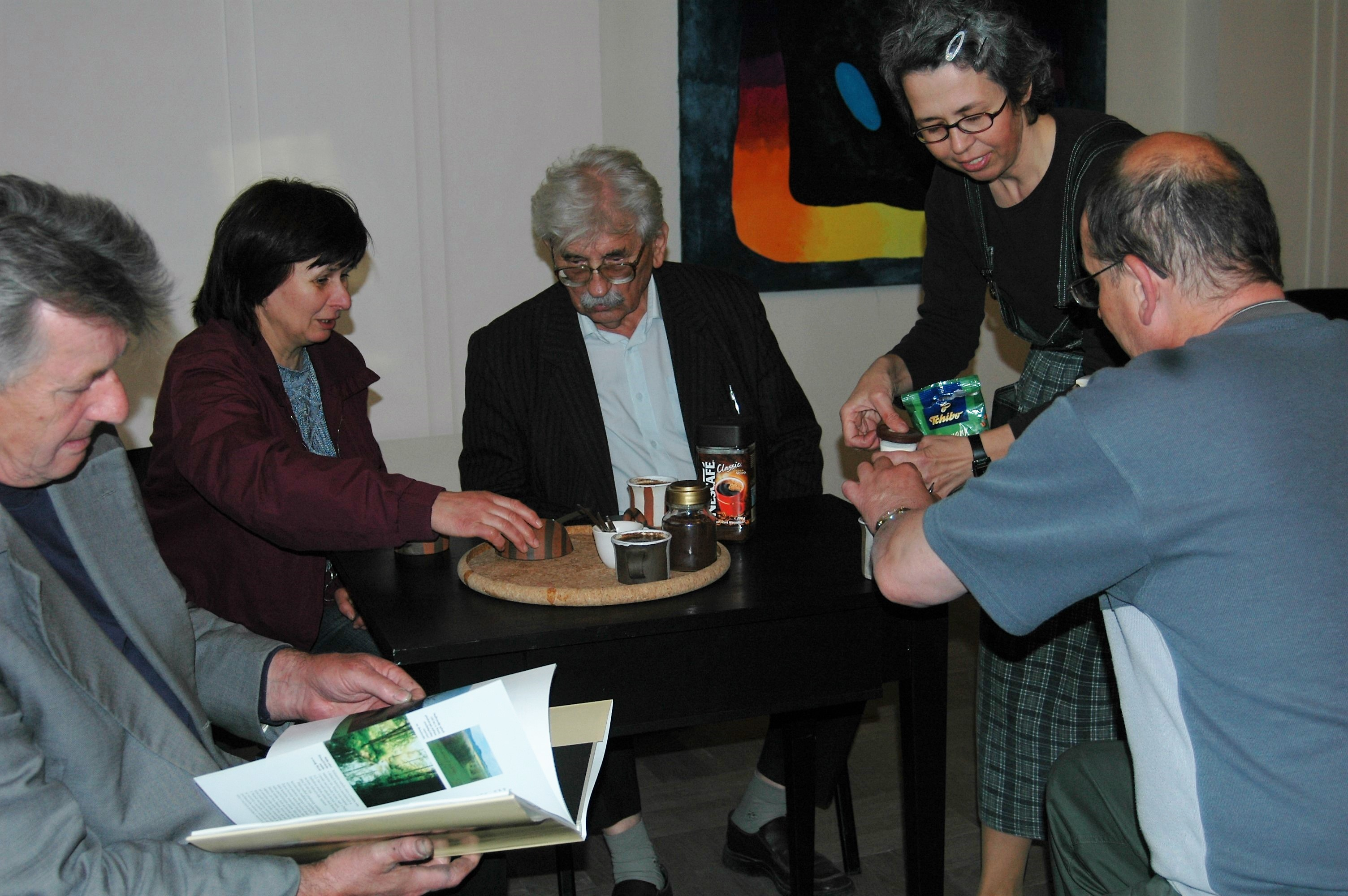
Ludvík Vaculík v roce svých 80. narozenin (2006) při přípravě výstavy fotografií v Muzeu umění Benešov

Ludvík Vaculík se také průběžně věnoval fotografické tvorbě. Fotil na barevný i černobílý film, nejčastěji portréty, krajinu, akty, reportážní fotografie z disidentských akcí a svou rodinu. Některé jeho knihy jsou fotografiemi ilustrovány.
Vaculík také sbíral a zpíval lidové písně, jako zpěvák vystupoval na Mezinárodním folklórním festivalu Strážnice, v Českém rozhlase a vydal několik hudebních nosičů. Texty písní někdy doplňoval o nové sloky či nahrazoval satirickými texty kritizujícími politickou situaci. Ke zpěvu vedl také svou dceru Cecílii, zatímco syna Josefa vedl ke hře na klavír.

## Polistopadové názory
Vaculíkovy polistopadové názory a jejich vývoj nejlépe dokumentují fejetony, které v letech 1989–2015 vycházely každý týden v Lidových novinách a jejichž počet přesáhl 1200. Jedním z typických rysů je jejich polemický tón a záliba v kontroverzních tématech a v hledání neotřelého pohledu. Sám se bránil tomu, aby byl brán za slovo, poukazem na to, že na důležité věci má dva nebo tři názory „podle nálady, zdravotního stavu, podle souvislosti či poslední zkušenosti“.
V roce 1999 podepsal v Lidových novinách publikované monarchistické prohlášení Nepraktická výzva na prahu nového milénia hlásající "přesvědčení, že svobodná společnost – ke které se hlásíme – není založena na počítání peněz či volebních hlasů, ale je podstaty duchovní, etické". Mezi dalšími signatáři byli např. Jáchym Topol, Viktor Stoilov, Ivan Wernisch nebo Ivan Martin Jirous. Autorem byl spisovatel Petr Placák.
V roce 2004 hlasoval proti vstupu ČR do EU a své důvody popsal v článku pro britský deník The Guardian. V článku se vyjádřil, že hlasoval proti z důvodů estetických a z opatrnosti. Poznamenal, že absurdní relevantnost ke vstupu ČR do EU má memorandum ze srpna 1940, které adresovali Adolfu Hitlerovi říšský protektor Čech a Moravy von Neurath a jeho tajemník K.H. Frank. Byl to dle Vaculíka v mnoha ohledech konkrétní návrh na likvidaci Čechů v "německém prostoru" Čech a Moravy. Dále se vyjádřil viz níže.
"Hlasoval jsem proti vstupu do EU z opatrnostních a estetických důvodů. Mám pocit, že tento projekt se zaměřil na to, aby se stal obřím ekonomickým podnikem. Jeho snaha o kolektivní bezpečnost není motivována ideály nebo morálkou, ale je opatřením na ochranu kapitálu, který je nyní konečně sjednocen. Základním principem je jednotný trh. Je ostatně pozoruhodné, že myšlenka společné Evropy přichází ve chvíli, kdy nám stále více vládnou lidé, které nikdo nevolil. Nepřipadá vám to tak v Británii?"
Ludvík Vaculík, The Guardian, 25. dubna 2004

## Osobní život
V roce 2024 vydala Vaculíkova dcera Cecílie Jílková autobiografickou knihu Otec Bůh a matka Láska, v níž svého otce vylíčila jako domácího tyrana. Traumata z dětství Jílkovou podle jejích slov přivedla ke konzumaci těžkých drog.

## Ocenění
Roku 1996 mu byl propůjčen Řád T. G. Masaryka III. třídy. V roce 2008 byl vyznamenán Státní cenou za literaturu „za dosavadní literární a publicistickou tvorbu s přihlédnutím k bilanční próze Hodiny klavíru“.

## Dílo
- Na farmě mládeže, 1958 – době poplatná novela
- Rušný dům, 1963 – román z prostředí učňovského internátu (čerpá z jeho vychovatelských zkušeností)
- Vidět svět novýma očima, 1965
- Sekyra, 1966 – román, vystupující proti socialistické představě o idylickém životě na vesnici, čerpá ze životních osudů autorova otce; originalita, kritický pohled, prvky valašského nářečí
- Dva tisíce slov, 1968 (uveřejněno v Literárních novinách, Vaculík je autorem textu) – jde o manifest za lidská práva v socialistickém Československu, později byl označen za vrchol kontrarevoluce a Vaculík za něj byl pronásledován
- Morčata, 1970 – vyšel v samizdatu (a 1977 v Torontu); až hororový román, kritický k současnosti, zobrazuje absurditu doby a odcizení lidí
- Český snář, 1980 (vyšlo 1983 v Torontu a 1990 v Brně) – tzv. klíčový román, tzn. že popisuje skutečné události a skutečné osoby (jen např. změní jejich jména), psán formou deníkových záznamů – otevřená výpověď o čelných představitelích neoficiální kultury v 70. letech včetně milostných pletek samotného Vaculíka
- Hlasy nad rukopisem Vaculíkova Českého snáře, 1991 – sborník statí se shromážděním kontroverzních ohlasů na jeho knihu Český snář
- Sólo pro psací stroj, 1984 v Kolíně nad Rýnem – výbor z Vaculíkovy fejetonové tvorby 1976–1979
- Jaro je tady: fejetony z let 1981–1987, 1988 – výbor z fejetonů
- Srpnový rok, 1989 – výbor z fejetonů
- Nové vlastenecké písně Karla Havlíčka Borovského, 1990
- Stará dáma se baví, 1991 – výbor z fejetonů
- Jak se dělá chlapec, 1993 – motiv nevěry a žárlivosti, zpověď autora o vlastním milostném životě (rozebírá své manželství); „odvetou“ vydala jeho žena Madla (vl. jm. Marie) Vaculíková knihu rozhovorů s Pavlem Kosatíkem Já jsem oves
- Poco rubato, 1994
- Milí spolužáci, 1995 – román založený na deníkových záznamech z mládí
- Nad jezerem škaredě hrát, 1996 – výběr z publicistických děl z let 1990–1995
- Nepaměti, 1998 – formou deníkových záznamů z let 1969–1972
- Cesta na Praděd, 2001 – popisuje cestu redaktora Literárních novin Špičky koňmo z Čech na horu Praděd a zase zpátky – což je však spíše záminkou pro řadu úvah a postřehů autora
- Loučení k panně, 2002 – výpověď o milostné aféře Františka a mladé Kristýny, která posléze odchází do kláštera; lze chápat i jako volné pokračování knihy Jak se dělá chlapec
- Poslední slovo, 2002 – výběr z fejetonů pro Lidové noviny z let 1989–2001
- Vážený pane Mikule. Dopisy 1967/1988, 2003, s Janem Šimsou
- Polepšené pěsničky, 2006
- Hodiny klavíru, 2007 – s podtitulem Komponovaný deník 2004–2005
- Tisíce slov. Zpráva o svatbě, 2008
- Dřevěná mysl, 2008
- Petr má medvěda, nebo co, 2008
- Koza na trati, 2011
- Říp nevybuchl, 2012
- Korespondence Janouch/Vaculík, 2012
- Další tisíce (Jonáš a obluda), 2015